# 斑腿泛樹蛙
斑腿泛樹蛙（學名：Polypedates megacephalus），又稱為斑腿泛樹蛙、大頭斑樹蛙、大頭斑腿泛樹蛙等。模式標本來自香港。與布氏樹蛙相似，不易區分。

## 特徵
中型蛙種，雄蛙約50毫米，體型略大的雌蛙可達70毫米。背腹扁平，呈淺褐色，體色可稍為改變以配合周圍環境，皮膚光滑，有零星小疣粒，背部或有交叉形花紋。大眼睛，鼓膜明顯，後肢有半蹼，趾端吸盤發達。
被捕捉或受驚時會即時排尿。

## 分佈
香港、澳門，以及在中國的廣東、廣西、海南、江西、貴州、湖南、雲南、福建、湖北、江蘇、安徽、浙江、四川、甘肅及西藏。其生存的海拔范围为80至1600米。该物种的模式产地在香港。
印度北部亦有斑腿泛樹蛙的分佈。越南是否分布本種亦仍存疑。斑腿泛樹蛙被引入至臺灣跟日本，為當地的外來種，由於長相與中國大陸南方和臺灣的布氏樹蛙相近，須加以分辨。

## 生活習性
多栖息于丘陵地带的稻田或泥窝内、田梗石缝草丛、灌木枝上以及路边。
蝌蚪為雜食性，但以水生植物等為主食；成蛙以昆蟲包括蟋蟀、甲蟲及蒼蠅為主食。

## 威脅
斑腿泛樹蛙面臨水污染和生境退化等問題，但根據IUCN對斑腿泛樹蛙的描述，斑腿泛樹蛙的數量穩定，絕種威脅暫時不大。
2006年首次在臺灣臺中縣梧棲鎮（今臺中市梧棲區）發現，由於適應能力強，族群數量迅速增加，成為優勢物種，2015年在苗栗縣卓蘭鎮也有發現，當地開始進行清除。

## 保育現狀
- 2022年時世界自然保護聯盟（IUCN）對斑腿泛樹蛙的現況評估為無危。[1]
- 本种于2023年被收录入《有重要生态、科学、社会价值的陆生野生动物名录》[6]。

## 外部連結
- 香港生物多樣性網頁 - 斑腿泛樹蛙 （页面存档备份，存于）
- 香港自然網 - 生態日記 （页面存档备份，存于）
- 楊懿如的青蛙學堂 - 斑腿樹蛙 （页面存档备份，存于）
- 不鼓勵自行移除！防治斑腿樹蛙「寧可錯殺，也不放過」學者指錯誤觀念 （页面存档备份，存于）
- 斑腿樹蛙與布氏樹蛙分辨 （页面存档备份，存于）